# Казна за уши
Казна за уши је југословенски и српски рок и панк бенд. Основан је 1986. године у Београду од стране Ивана Ђорђевића Ивека.

## Историја

### Формирање бенда, прва издања (1986—1991)
Бенд је формиран у јесен 1986. године у Београду од стране гитаристе и певача Ивана Ђорђевића Ивека, а први наступ био је исте године. Четири године касније, током јесени 1990. године, на албуму Желим јахати до екстазе, продукцијске куће Нова Александрија нашле две песме бенда — Телећи поглед и Нуне папа, заједно са песмама новоформираних бендова као што су Пресинг, Еуфориа, Клајбери и Дарквуд даб. У јануару 1991. године, бенд је објавио прво сингл издање где су се нашле песме Дери камен и Мој друг. Иако је бенд имао доста промена и кроз њега је прошао велики број музичара, басиста Рудолф Цибулски и бубњар Дејан Утвар нису напуштали групу.

### Проминенција и распад бенда (1992—1999)
Током лета 1992. године, бенд је објавио први албум Испод земље, а продуцирао га је бивши члан Електричног оргазма, Љубомир Јовановић Јовец, а на албуму се појављују популарне песме бенда као што су Коска, Рођен луд и Када будеш мртав и бео. Бенд је такође наступао на Зајечарској гитаријади, где је освојио награду публике за најбољи чин године. Гостовали су и на скупу Брзих бендова Србије, где је осниван Ђорђевић освојио награду за најбољег гитаристу, а песма Коска проглашена је рокенрол химном Србије. Наредне године бенд је често наступао у Студентском културном центру Београда, где су 9. и 10. априла, где су му се на концерту придружили Срђан Тодоровић на бубњевима и чланови Електричног оргазма и Партибрејерски, као гости. Бенд је након тога имао наступе у Скопљу и Куманову.
Почетком 1994. године бенд је објавио свој други албум — Излив радости, напад среће. Неки од материјала за албум састоје се од концерата из СКЦ-а, као и нови студијски материјал који је поново продуцирао Љубомир Јовановић. У мају исте године, издавачка кућа Ред Луна објавила албум компилације 3, где су се нашле песме Казне за уши, Пресинга и бенда Овердоуз. Бенд се такође појавио на разним пројектима Радија Утопиа (Б92: 1989—1994), са песмом Поклон и на компилацији Без струје, издатој у јаунуару 1994. године, где се нашла њихова песма Овде, овде. Исти издавач издао је њихов албум са уживо снимцима, снимљеним на Радију Б92.
У априлу 1995. године бенд је одоржао четири концерата у Словенији, након чега је дошло до паузе у раду бенда када је Ђорђевић у више наврата одлазио у Грчку, наступајући у клубовима. Повратнички концерт одржан је у КСТ-у, јула 1997. године, а на концерту за бенд наступали су бивши члан бенда Еуфорија Срђан Радмиловић и бивши чланови бенда Кандински, басиста Горан Вујовић и бубњар Небојша Драгојловић. Са басистом Миланом Поповићем, бенд је снимио албум Заушке, који су продуцирали Јовановић и Горан Живковић. На девет песама које су се појавиле на албуму, од гостију били су Бори Крстајић на синтисајзеру, Бранко Косар на клавијатурама, Маријана Нешић, Никола Ђуричко, Борис Миливојевић и Никола Пејак као вокалиста. Након издавања албума, група је престала да постоји.

### Поновно оснивање бенда (2006, 2009-данас)
У новембру 2006. године, чланови бенда поново су се скупили и одржали концерт у клубу Академија, да би прославили 20. година постојања бенда. Три године касније, у јесен 2009. године, бенд је поново формиран, Иван Ђорђевић био је вокалиста и гитариста, Рудолф Цибулски бас и вокали и Милан Бједов на бубњевима. Бенд је снимио повратнички сингл Без пипања, 2010. године, који је био на петом месту синглова Попбокс листе. reaching the fifth place on the Popboks singles chart. У јулу исте године бенд је наступао на Белеф фестивалу. Крајем 2010. године, бенду се придружио клавијатуриста Борис Ефтовски, а у јануару 2011. године сингл Без пипања појавио се на дванаестом месту на годишњој листи најбољих Попбокс синглова објављених током 2010. године. У новембру 2013. године, бенд је снимио песму С ветром у коси, заједно са бендом Ex Revolveri.
У фебруару 2015. године, бенд је издао повратнички албуму Нова зора. На албуму се нашло једанаест песама од којих су две уживо са њихових наступа из 2011. године у клубу Академија у Београду — Тамо на мосту и Нахраните хладне, што су биле песме бенда Робна кућа, који је наступао осамдесетих година.
У јулу 2015. године, бенд је избацио сингл Чучни бејби.

## Дискографија

### Студијски албуми
| Назив                      | Година издања |
| -------------------------- | ------------- |
| Испод земље                | 1992          |
| Излив радости, напад среће | 1994          |
| Заушке                     | 1999          |

### Компилације
| Назив                            | Година издања |
| -------------------------------- | ------------- |
| 3 (са бендом Пресинг и Овердоуз) | 1998          |

### Синглови
| Назив песме                                | Година издања |
| ------------------------------------------ | ------------- |
| "Дери камен"                               | 1991          |
| "Без пипања"                               | 2010          |
| "С ветром у коси" (са бендом Ex Revolveri) | 2013          |

### Остали радови
| Назив песме                 | Албум                         | Година издања |
| --------------------------- | ----------------------------- | ------------- |
| "Teleći pogled" "Нуне папа" | Желим јахати до екстазе       | 1991          |
| "Поклон"                    | Радио Утопиа (Б92: 1989-1994) | 1994          |
| "Овде, овде"                | Без струје                    | 1994          |